# Топоље (поток)
Топоље је водени ток на Фрушкој гори, притока је Гата, дужине 9,2km, површине слива 10,5km², у сливу Саве.
Извире као периодичан ток на западним падинама Фрушке горе на 230 м.н.в.. Текући ка југозападу протиче кроз насеље Стара Бингула. Низводно од Старе Бингуле до ушћа код насеља Бингула је каналисан. У водоток Гат улива се на 109 м.н.в., непосредно испред мале истоимене хидроакумулације која је на њему саграђена.